# Tillandsia toropiensis
Tillandsia toropiensis är en gräsväxtart som beskrevs av Werner Rauh. Tillandsia toropiensis ingår i släktet Tillandsia och familjen Bromeliaceae. Inga underarter finns listade i Catalogue of Life.